# エスアンドグラフ
S&Graf(エスアンドグラフ)とは大阪府東大阪市にある主に軍装品、革製品など扱うミリタリーショップ。

## 概要
ドイツ国防軍及び親衛隊(ヨーロッパへ持ち込むと民衆扇動罪やゲソ法に代表されるホロコースト否認規制法によって没収・処罰されるので注意を要する）関連の製品の品揃えの豊富さは国内随一で、他にもドイツ帝国陸軍及び海軍、ヴァイマル共和国軍、国家人民軍、ドイツ連邦軍、日本軍、自衛隊、欧州諸国軍、アメリカ軍などの軍装その他各種ミリタリーグッズの複製、実物の現用品、オーダーメイドなどを扱う。革コートと革ジャンなどの革製品やスカジャンなども扱っている。
本社は大阪府東大阪市。
店舗として東京店と2号店があり、2013年3月から店舗統合して現在のサカイ末広ビルに移転している。

## 店舗
- 大阪本店

　　　大阪市中央区
- 新東京店

　　　東京都千代田区